# Шериф
Шери́ф (англ. sheriff) в ряде англоязычных стран — административно-судебная должность в определённых административно-территориальных образованиях.

## История
В англо-саксонский период истории Англии одной из основных локальных административных должностей, назначаемых королём, была должность рива (reeve). В графствах (shires) представитель власти короля назывался соответственно «рив графства» — shire-reeve. Именно от этого сочетания уже в средневековой Англии и произошло слово шериф. Самым известным шерифом эпохи Плантагенетов был враг легендарного Робина Гуда, шериф Ноттингема.

## Великобритания
В современной Англии шериф — главный представитель правительства в графстве. Он назначается королевской жалованной грамотой на один год и выполняет административные функции, в том числе ведает полицией и уголовным розыском, надзирает за организацией выборов в парламент и исполнением судебных решений. В Шотландии характер должности иной, там судья-шериф — главный судья графства — назначается монархом пожизненно.
В Великобритании полицейские и криминальные комиссары округа избираются на определённый срок.

## США

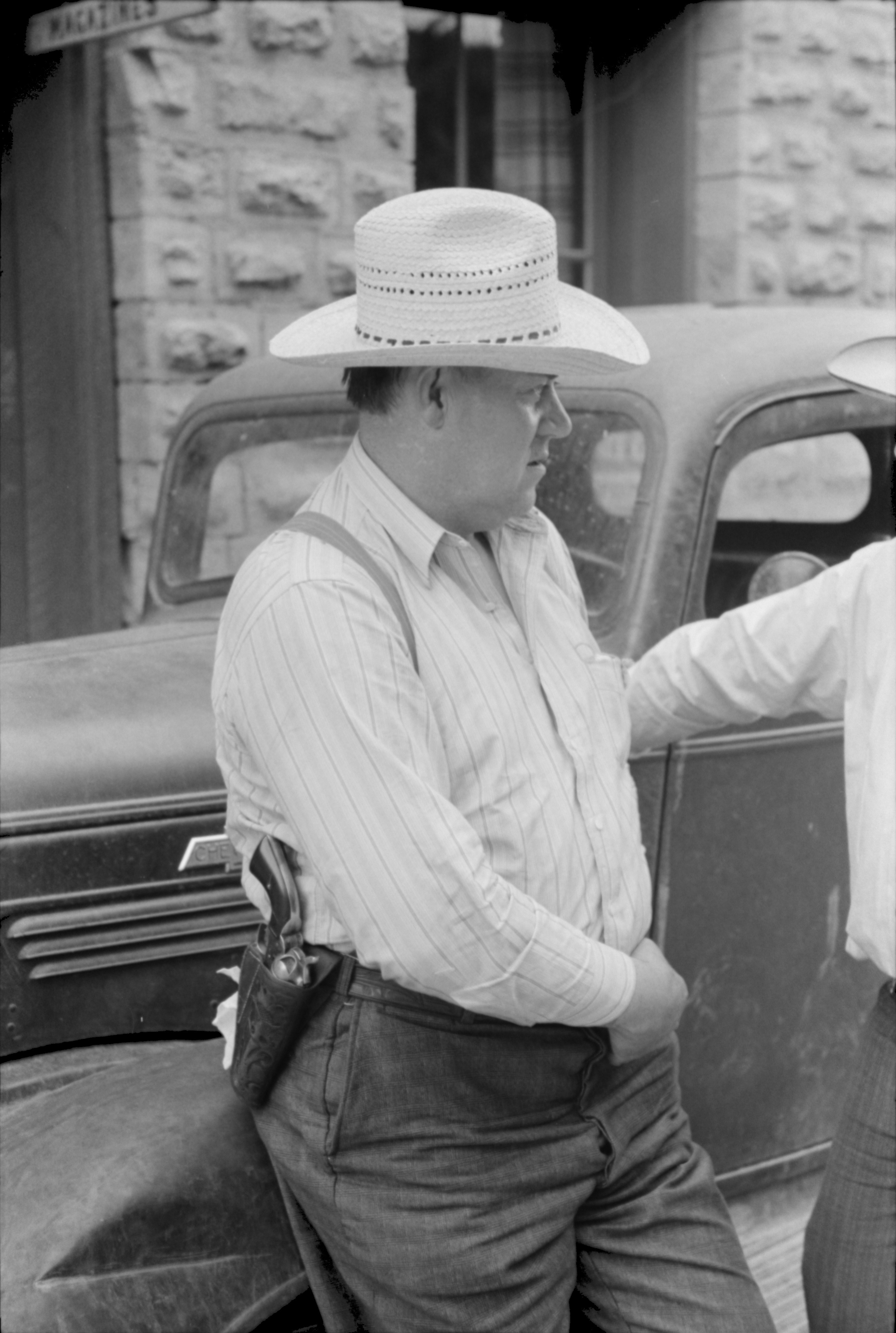
Помощник шерифа (deputy sheriff) в штате Нью-Мексико, 1940 г.

В США шериф округа (county) стоит во главе департамента или офиса шерифа — окружной полиции. Чаще всего слово «шериф» сейчас употребляется именно в этом значении.

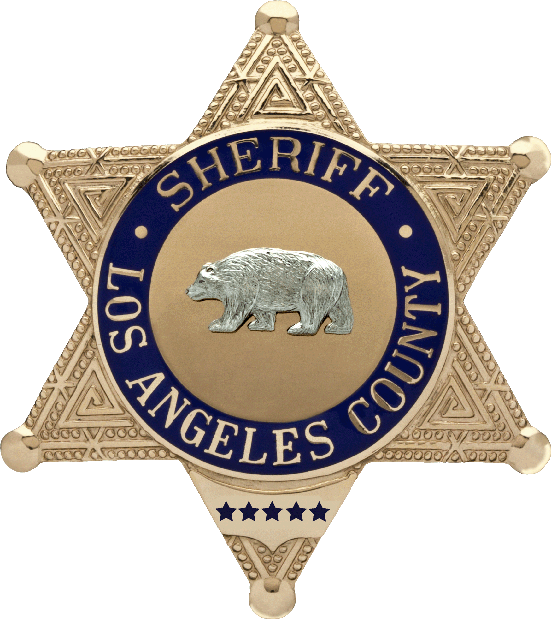
Значок шерифа округа Лос-Анджелес

Обязанности и взаимоотношения между шерифом и муниципальной полицией существенно различаются от штата к штату. В основном, это поддержание правопорядка, борьба с преступностью, помощь в исполнении правосудия, выполнение функций судебного пристава, административное управление окружной тюрьмой. Офисы шерифа обычно подразделяются на три основные категории по уровню полномочий:
- Офисы с минимальными правами — отвечают за управление тюрьмой, транспортировку заключенных, обеспечение безопасности судов, вручение повесток в суд и др. Проведение аукциона по продаже заложенной недвижимости или конфискацию имущества по решению суда.
- Офисы с ограниченными правами — в дополнение к вышеперечисленным обязанностям выполняют традиционные правоохранительные функции, такие как расследование преступлений и патрулирование внутри своего округа.

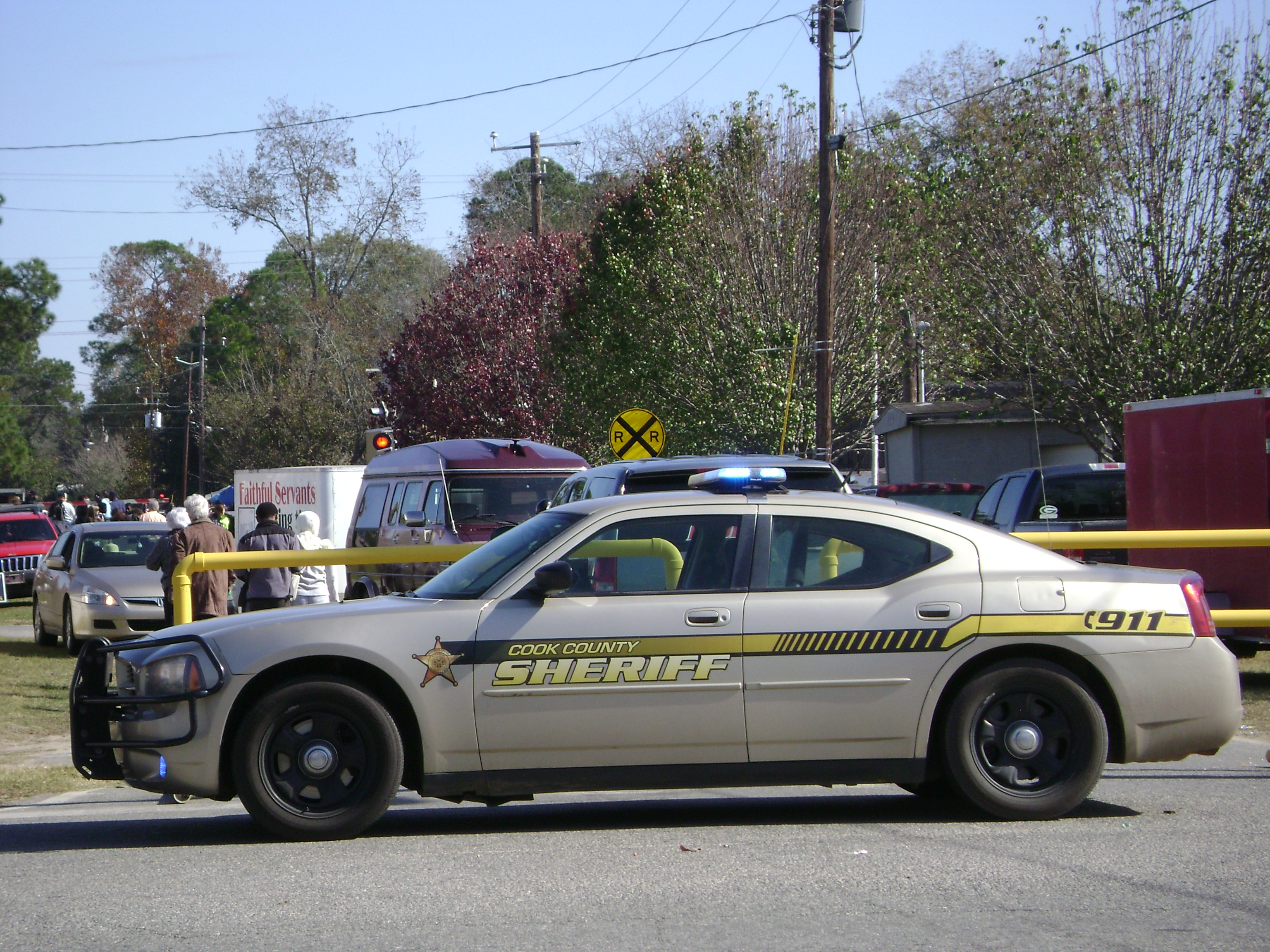
Машина департамента шерифа

- Офисы, выполняющие весь набор правоохранительных функций, независимо от границ округа.

Например, в северо-восточных штатах полномочия шерифа значительно сужены. Большую часть работы по охране правопорядка обеспечивает полиция штата.
Подчинённые шерифу полицейские называются его помощниками (deputy sheriff).
На территории США находится около 3 500 офисов шерифов с численностью от 2 сотрудников. Самый крупный департамент шерифа — в округе Лос-Анджелес насчитывает 11 000 сотрудников.
В небольших округах в юрисдикцию шерифа входит территория округа, в крупных округах — часть территории, где не действует муниципальная полиция. В большинстве штатов США должность шерифа — выборная, срок полномочий может составлять от двух до четырёх лет. Шериф может быть досрочно отстранён от должности в случае совершения им аморального поступка или преступления.
Во многих сельских округах, особенно в южных штатах, институт шерифства традиционно воспринимается как более статусный, нежели окружная администрация.
Шериф традиционно имел право созывать отряд из вооружённых граждан (posse comitatus) для преследования вооруженных преступников, для подавления беспорядков и т. п. В настоящее время этот институт используется редко.